# Riêm kê
Riêm kê hay Reamker là trường ca Campuchia ra đời trong thời đại Angkor được người Khmer sáng tác bằng hình thức thơ ca dân gian dài hàng vạn câu. Cốt truyện chủ yếu vay mượn từ sử thi Ramayana của Ấn Độ.
Văn bản Reamker hiện nay tồn tại cả dưới dạng văn xuôi và văn vần. Có hai loại văn bản Reamker: loại văn bản cổ điển và loại văn bản dân gian. Văn bản dân gian Reamker nói chung ngôn ngữ gần với quần chúng nhưng dài dòng, thiếu logic. Reamker cổ điển ngắn gọn, chủ yếu bằng thơ, ngôn ngữ cầu kì, hoa mĩ, tình tiết cốt truyện logic chặt chẽ, nội dung có tính tượng trưng cao.

## Nội dung
Hoàng tử Phrah Ream, con vua Kinh thành Ayodhya khôi ngô tuấn tú, thông minh hơn người. Mụ dì ghẻ vì muốn con riêng của mình lên ngôi nên đã xui giục vua đẩy Phrah Ream vào rừng sâu. Ream cùng vợ là Seyda từ bỏ Kinh thành ra đi. Người em trai là Phrah Lek xin đi theo để phục vụ hai anh chị. Trên đường đi, họ gặp vua xứ quỷ là Krong Reap. Reap thấy Seyda xinh đẹp, rắp tâm chiếm làm vợ. Hắn biến thành một con nai nhử Ream đuổi bắt. Nhân lúc Ream đang đuổi theo con nai, Reap bắt Seyda về đảo Lanka ngoài biển khơi. Trở về không thấy vợ, Ream đau đớn vô cùng. Chàng quyết tâm tìm mọi cách cứu vợ. Chàng được tướng khỉ Hanuman dẫn theo một đoàn quân khỉ vượt biển, tiến thẳng vào xứ quỷ. Anh em Phrah Ream, được sự phối hợp của đoàn quân khỉ đã đán tan quỷ Reap, cứu Seyda. Lúc này, thời gian bị lưu đày cũng vừa hết, anh em Phrah Ream trở lại kinh đô. Người em đang trị vì trao lại ngôi báu cho Phrah Ream. Song, Phrah Ream lại nghi ngờ lòng chung thủy của vợ vì chàng cho rằng Seyda đã thất thân với quỷ Reap trong những tháng ngày ở xứ Lanka. Chàng bắt vợ nhảy vào lửa để chứng minh sự trong trắng của tâm hồn. Thần lửa đã chứng minh nàng vô tội. Song, vì lòng ghen tuông mù quáng, Phrah Ream đuổi nàng vào rừng khi nàng đang có chửa. Seyda đau đớn vô cùng vì không được minh oan. Nàng lặng lẽ sinh con, sau đó, hoá thân vào đất để chứng minh tấm lòng trung trinh ngay thẳng của mình.

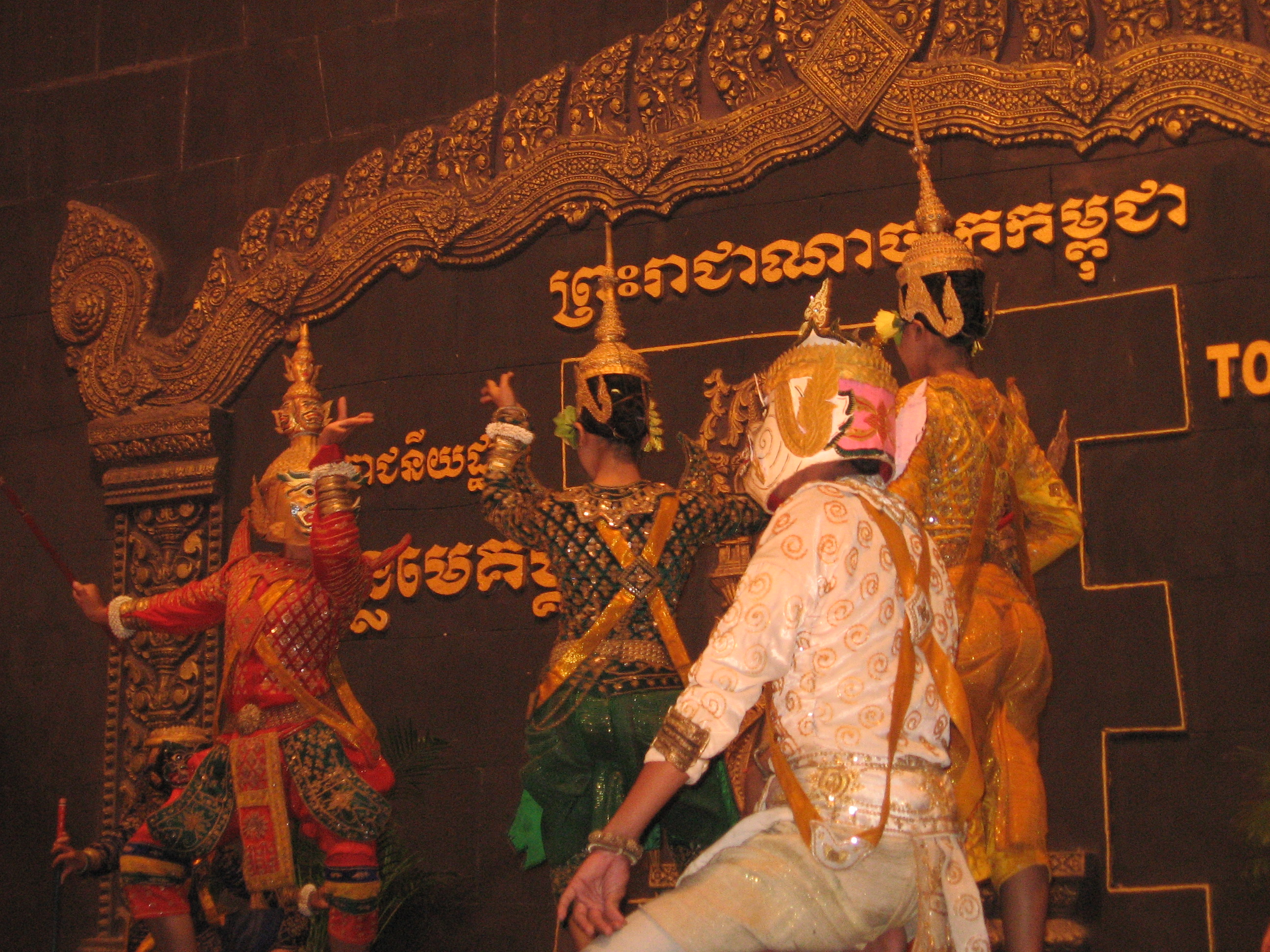
Một vở diễn Riêm Kê tại siêm Riệp

## Giá trị tác phẩm
Dù lấy cốt truyện từ Ramayana, nhưng Reamker đã có những thành tựu rực rỡ về ngôn ngữ, về tính nhân đạo cao cả, về việc xây dựng thành công hai nhân vật chính là Phrah Ream và Seyda. 
Câu chuyện phát triển xung quanh mâu thuẫn giữa lực lượng thiện và ác, được biểu hiện thành mối quan hệ đối kháng giữa dì ghẻ - con chồng, người - quỷ... Các nhân vật tuy xuất thân thần thánh, song gần gũi với con người trần tục với những giằng xé nội tâm và đại diện cho nét đẹp của con người Campuchia. Phrah Ream nghị lực, ngay thẳng. Hanuman: tài hoa, sáng suốt, quả cảm và sẵn sàng xả thân vì đại nghĩa. Seyda là hình ảnh cao đẹp của người phụ nữ Campuchia: chung thủy, nghị lực, trọng ân nghĩa...

Các nhân vật trong Reamker

Khác với sử thi Ramayana làm theo luật tiết tấu của âm tiết với các nhân vật là những mẫu người Ấn Độ lý tưởng, chịu ảnh hưởng của tư tưởng Bàlamôn với quan niệm cuộc đời là ảo chỉ có đấng Braman là thực, do đó mang đậm tính chất của văn chương bác học, sử thi Reamker được viết bằng thể thơ 7 chữ truyền thống miêu tả sinh động tâm trạng, tính cách con người. Không những thế, tác phẩm còn đem lại những trang sinh động về phong tục, tập quán của đất nước Campuchia (cưới xin, tục lệ dân gian, cảnh trong triều đình). Lời thơ và hình ảnh thơ được đánh giá là đạt tới đỉnh cao về nghệ thuật, đặc biệt những câu thơ nói về tình yêu đầy ỡm ờ, đưa đẩy.
Reamker từ thời đại Angkor đã nhanh chóng trở thành thành đỉnh cao văn học nghệ thuật và được người Thái viết lại thành Ramakien một bản sao của Reamker theo phong cách Thái Lan. Tác phẩm Reamker được lưu truyền rộng rãi qua nhiều thế kỉ và không ngừng được bổ sung để trở thành quốc bảo của nền văn học Campuchia.